# Windows Essentials
Windows Essentials (Windows Live Essentials nebo Windows Live Installer) je sada freeware aplikací od společnosti Microsoft, které nabízí integrovaného e-mail klienta, instant messaging, fotogalerie, Movie Maker, a další aplikace.
Od 10. 1. 2017 je tato sada programů v režimu End of Life a na stránkách výrobce již není ke stažení. Místo oblíbeného Movie Makeru tak lze využít některé z open source nebo freewarových alternativ (např. Shotcut).

## Historie
Neoddělitelnou součástí operačního systému Windows Vista bylo několik aplikací (Windows Mail, Windows Movie Maker, Windows Kalendář ad.), což se setkalo s kritikou některých uživatelů. Proto Microsoft tyto programy nezahrnul do instalace nové verze Windows 7 a vytvořil balík těchto aplikací, které mohou být doinstalovány. Aplikace se odvíjí od původních webových služeb na portálu live.com.
První verzí sady aplikací byla nazvaná Wave 1, ale byla dostupná jen pro otestování. Další verze aplikací Wave 2 byla dostupná pro veřejnost od roku 2007. Zahrnovala programy Messenger, e-mailový klient a Writer. Výraznější aktualizace přišla s verzí Wave 3 v roce 2009, kdy byl balík aplikací přejmenován na Windows Live Essentials a ve které přibyly programy Windows Live Movie Maker a Microsoft Office Outlook Connector. V této aktualizaci se objevilo nové uživatelské prostředí a nové ikony. Předposlední verzí Wave 4 byla aktualizace Windows Live Essentials 2011. K aplikacím Messenger, Mail, Writer a Movie Maker přibyly Fotogalerie, Windows Live Mesh a Zabezpečení rodiny. Poslední aktualizace Wave 5 vyšla v roce 2012 s názvem Windows Essentials 2012. Nových funkcí se dočkala především aplikace Movie Maker. Nově je možné ukládat videa ve formátu H.264, zobrazit audio stopu a přibyly služby k publikování videí. Aplikace Mesh byla nahrazená aplikací SkyDrive (později přejmenovaná na OneDrive).

## Aplikace

### Fotogalerie
První verze aplikace Fotogalerie přišla s operačním systémem Windows Vista a postupně aktualizovaná je součástí všech verzí Windows Essentials.
Aplikace slouží pro správu a synchronizaci obrázků a videí. Fotogalerie používá koncept hierarchického tagování, umožňuje přidávat názvy, hodnocení, metadata a poznámky. V aplikaci lze fotografie ve formátu JPEG upravovat (změna velikosti, ořez, redukce červených očí, expozice, barva ad.). Obsahuje funkce na tvorbu panoramatických obrázků fotokoláže a objednání vytištěných fotografií.

### Movie Maker
Aplikace Windows Movie Maker byla představená v beta verzi v roce 2008 a od roku 2009 je součástí všech následujících verzí (Wave 3 – Wave 5). Pomocí aplikace je možné vytvářet nebo editovat videa. Výhodou je snadné ovládání.

### Windows Live Mail
První verze poštovního klienta byla vydaná s aktualizací Wave 2. Aplikace slouží především pro přijímání a odesílání e-mailové pošty přes protokoly POP3 a IMAP. Dále obsahuje kalendář s možností zapisování událostí, správu kontaktů, informační kanály RSS a funkci Diskusní skupiny.

### Windows Live Writer
Program Writer slouží ke psaní článků na internetový blog a jejich následného publikování. Podporuje služby jako WordPress, Blogger (od firmy Google) a TypePad, příp. je možné nakonfigurovat jiné služby.

### Windows Live Messenger
Messenger je klient pro službu okamžitého zasílání zpráv.

### Windows Live Zabezpečení rodiny
Program slouží rodičům pro sledování toho, jak jejich děti používají počítač, a pro blokování přístupu na webové stránky podle nastavených filtrů.